# Omar Trujillo
Gustavo Omar Trujillo Corona (ur. 9 listopada 1977 w Morelii, zm. 1 grudnia 2022 tamże) – meksykański piłkarz występujący na pozycji lewego obrońcy.

## Kariera klubowa
Trujillo urodził się w Morelii i jest wychowankiem tamtejszego zespołu Monarcas. Z seniorskim składem zaczął trenować wiosną 1998. Swój debiut w meksykańskiej Primera División zanotował 22 lutego tego samego roku w przegranym 1:2 meczu z Américą. W podstawowym składzie zaczął jednak występować podczas sezonu Invierno 2000. Podczas tych rozgrywek Morelia wywalczyła tytuł mistrza Meksyku, pokonując w finale play-offów Tolucę. W pierwszym z finałowych meczów, rozegranym 13 grudnia i wygranym przez Monarcas 3:1, Trujillo zdobył pierwszego gola w ligowej karierze. Podczas sezonów Apertura 2002 i Clausura 2003 zdobywał z Morelią tytuły wicemistrzowskie – podczas pierwszych rozgrywek zespół Trujillo przegrał w finale z Tolucą łącznym wynikiem 2:4 (1:0, 1:4), natomiast pół roku później z Monterrey 1:3 (1:3, 0:0). Dwukrotnie dochodził do finału Pucharu Mistrzów CONCACAF. W latach 2004–2009 Trujillo pełnił funkcję kapitana drużyny, jednak nie odnosiła ona wówczas większych sukcesów zarówno na arenie krajowej, jak i międzynarodowej.
Latem 2009 Trujillo, niepasujący do taktyki nowego trenera Morelii, Tomása Boya, odszedł na wypożyczenie do Atlasu z siedzibą w Guadalajarze. Rozegrał tutaj jedynie 4 ligowe spotkania, nie strzelając bramki.
Przed sezonem Apertura 2010 Trujillo ponownie został wypożyczony, tym razem do Tigres UANL. W drużynie z miasta Monterrey także był graczem rezerwowym, w ciągu roku rozgrywając jedynie 5 ligowych meczów.
Latem 2011 Trujillo na zasadzie rocznego wypożyczenia został graczem beniaminka meksykańskiej drugiej ligi, Club Celaya.

## Kariera reprezentacyjna
Do seniorskiej reprezentacji Meksyku Trujillo po raz pierwszy został powołany przez trenera Ricardo Lavolpe. Jedyny mecz w kadrze narodowej rozegrał 28 kwietnia 2005 przeciwko Polsce, kiedy to w barwach kadry narodowej wystąpili tylko gracze z ligi meksykańskiej. Spotkanie zakończyło się wynikiem 1:1.